# Хіро Ямамото
Хіро Ямамото (англ. Hiro Yamamoto; нар. 13 квітня 1961 року, Форест-Парк, Ілінойс, США) — американський музикант японського походження. Член-засновник і басист грандж групи Soundgarden, яку він сформував у 1984 році разом з Крісом Корнеллом і Кімом Таїлом . Ямамото у Soundgarden записав два альбоми, незабаром після виходу Louder Than Love, покинув гурт через напруженості, пов'язані із зростанням популярності групи.